# Santa María, Chile
Santa María este un oraș și comună din provincia San Felipe de Aconcagua, regiunea Valparaíso, Chile, cu o populație de 14.452 locuitori (2012) și o suprafață de 166,3 km2.